# زیردریایی فرنل (کیو۶۵)
زیردریایی فرنل (کیو۶۵) (به انگلیسی: French submarine Fresnel (Q65)) یک زیردریایی بود که طول آن ۱۶۷ فوت ۴ اینچ (۵۱٫۰۰ متر) بود. این زیردریایی در سال ۱۹۰۷ ساخته شد.